# Jaan Piiskar

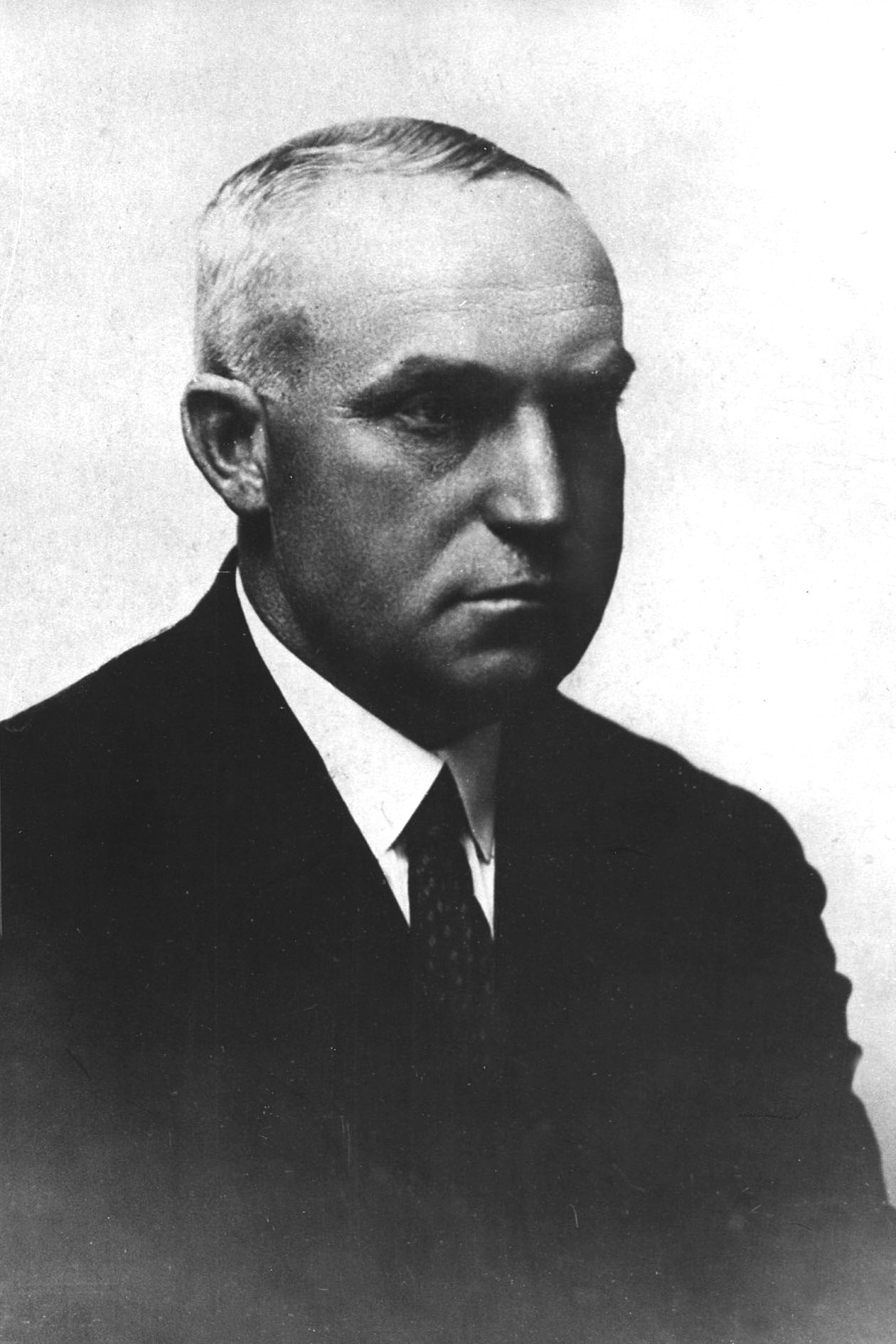
Jaan Piiskar in einer undatierten Aufnahme

Jaan Piiskar (* 30. Januarjul. / 11. Februar 1883greg. auf dem Bauernhof Kure, damals Kirchspiel Kobruvere, Landgemeinde Vastemõisa, Gouvernement Livland; † 19. Dezember 1941 bei Soswa, Oblast Swerdlowsk, Sowjetunion) war ein estnischer Politiker und Pädagoge.

## Frühe Jahre
Jaan Piiskar wurde als erstes Kind des Häuslers Märt Piiskar (1852–1939) und seiner Ehefrau Ann (geb. Licht) geboren.
Er besuchte von 1897 bis 1900 die Kirchspielschule in Suure-Jaani und schloss 1901 den pädagogischen Zweig der Ministerialschule im westestnischen Sindi ab. 1904 legte er in Pärnu das Examen für Grundschullehrer ab, 1907 machte er dort sein Examen als Hauslehrer. Von 1901 bis 1905 war er als Lehrer in Võru, 1908/09 in Käru und von 1909 bis 1919 als Lehrer in Pärnu beschäftigt. 1913 gründete er die Handelsschule von Pärnu, wo er bis 1918 unterrichtete.

## Politiker
Schon früh engagierte sich Piiskar politisch. Er nahm an der russischen Revolution von 1905 teil. 1906 und 1910 wurde er von den zaristischen Behörden inhaftiert. Er lebte unter polizeilicher Beobachtung.
Mit Gründung der Republik Estland ging er in die aktive Politik. Piiskar schloss sich der sozialistischen Partei der estnischen Sozialisten-Revolutionäre (Eesti Sotsialistide-Revolutionääride Partei) an und stieg schnell zur Führungsfigur auf. Er wurde von Zeitgenossen als besonnener Politiker mit ruhigem Auftreten beschrieben, ein sichtbarer Gegensatz zum Parteivorsitzenden, dem Agitator Hans Kruus.
Piiskar wurde im April 1919 zum Mitglied der verfassungsgebenden Versammlung der Republik Estland (Asutav Kogu) gewählt. Piiskar gehörte dann von 1920 bis 1934 dem estnischen Parlament (Riigikogu) in allen fünf Legislaturperioden der Zwischenkriegszeit an.
Im März 1920 benannte sich seine Partei in Estnische Unabhängige Sozialistische Arbeiterpartei (Eesti Iseseisev Sotsialistlik Tööliste Partei) um. Piiskar gehörte zum rechten Flügel der Partei, der sich für eine klare Abgrenzung zu den estnischen Kommunisten aussprach. 1922 spaltete sich der rechte Flügel als Unabhängige Sozialistische Arbeiterpartei (Iseseisev Sotsialistlik Tööliste Partei) ab.
1925 trug Piiskar maßgeblich zur Vereinigung der sozialdemokratischen Estnischen Sozialdemokratischen Arbeiterpartei (Eesti Sotsiaaldemokraatlik Tööliste Partei) mit der sozialistischen Estnischen Unabhängigen Sozialistischen Arbeiterpartei bei. Die vereinigte Partei hieß Estnische Sozialistische Arbeiterpartei (Eesti Sotsialistlik Tööliste Partei – ESTP).
Von 1925 bis 1930 war Piiskar Sekretär der ESTP. Von Februar 1931 bis Februar 1932 war er im Kabinett von Staats- und Regierungschef Konstantin Päts Bildungs- und Sozialminister der Republik Estland.

## Nebenämter
Von 1927 bis 1931 war Piiskar Vorsitzender des Zentralverbands der Arbeitervereinigungen Estlands (Eestimaa Töölisühingute Keskliit). 1928/29 arbeitete er als Chefredakteur der sozialdemokratischen Zeitung Rahva Sõna („Wort des Volkes“) und von 1928 bis 1930 für die Zeitung Tööliste Hääl („Stimme der Arbeiter“). Daneben war er Vertreter in zahlreichen kommunalen Gebietskörperschaften und von 1923 bis 1934 Mitglied des Stadtrats von Tallinn.
Von 1919 bis 1934 gehörte Piiskar dem Estnischen Lehrerverband (Eesti Õpetajate Liit) und weiteren bildungspolitischen Gremien und Vereinigungen an. Piiskar setzte sich besonders für eine verbesserte berufliche Bildung ein.

## Verhaftung und Tod
Mit der sowjetischen Besetzung Estlands wurde Piiskar am 14. Juni 1941 verhaftet. Er starb im selben Jahr in einem Gulag in Sibirien. Postum wurde er am 20. Februar 1942 zum Tode verurteilt.

## Privatleben
Jaan Piiskar lebte mit der verheirateten Alma Õunapuu (1900–1956?) zusammen. Das Paar hatte mindestens einen Sohn, den 1922 geborenen Olev.